# Thomas Ebert
Thomas Ebert, né le 23 juillet 1973 à Roskilde, est un rameur danois, triple médaillé olympique.

## Biographie

### Palmarès

#### Aviron aux Jeux olympiques
- 2000 à Sydney,  Australie
  -  Médaille de bronze en quatre sans barreur poids légers[1]
- 2004 à Athènes,  Grèce
  -  Médaille d'or en quatre sans barreur poids légers[1]
- 2008 à Pékin,  Chine
  -  Médaille d'or en quatre sans barreur poids légers[1]